# Tolbaños
Tolbaños község Spanyolországban, Ávila tartományban. Tolbaños Ávila, Berrocalejo de Aragona, Mediana de Voltoya, Ojos-Albos, Santa María del Cubillo, Maello, Santo Domingo de las Posadas, Mingorría és San Esteban de los Patos községekkel határos. Lakosainak száma 86 fő (2024).

## Népesség
A település népessége az utóbbi években az alábbiak szerint változott:
| Lakosok száma | 134  | 111  | 106  | 108  | 111  | 101  | 86   | 82   | 76   | 86   |
|               | 2001 | 2004 | 2006 | 2009 | 2011 | 2014 | 2016 | 2019 | 2021 | 2024 |